# Hello Kitty
Hello Kitty (Japansk ハローキティ Harō Kiti) er en tegneseriefigur fra Japan, hvis korrekte navn er Kitty White skabt af den japanske desigener Yuko Shimizu. Historien om Kitty White portræterer en pige der bor i London. Sanrio har tidligere udtalt noget nær dette, hvilket er blevet fejltolket som, at karakteren bogstaveligt talt er en pige , Sanrio har senere forklaret at det ikke har hensigten, og at Kitty White tydeligvis er en antropomorf kat, på samme måde som Mickey Mouse hverken er mus eller menneske.  Hello Kitty blev skabt den 1. november 1974. Figuren går under mærket Sanrio sammen med andre tegneseriefigurer.
I dag er Hello Kitty blevet et populært brand, hvor motivet pryder alt fra tøj og make-up til mobiltelefoner. Produktet er primært populært hos piger.